# Columbus (cratera)

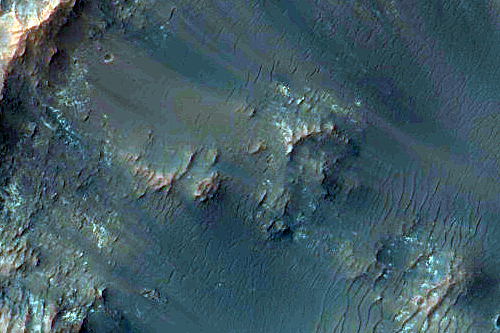
Imagem aproximada da cratera Columbus, vista pela HiRISE.

A cratera Columbus é uma cratera no quadrângulo de Memnonia em Marte, localizada a  29.8° latitude sul e 166.1° longitude oeste.  Ela possui 119 km de diâmetro e recebeu o nome de Cristóvão Colombo, o explorador italiano (1451-1506).

## Camadas

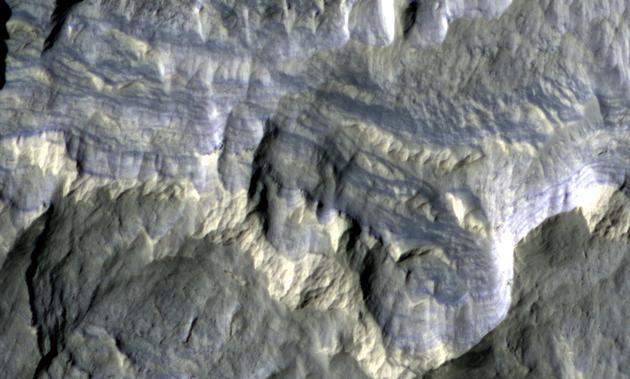
Camadas na cratera Columbus vistas pela HiRISE. Essa imagem em falsa cor representa uma área de aproximadamente 243,84 metros de extensão. Algumas camadas possuem minerais hidratados como argila e sulfatos.

A cratera Columbus contém camadas, também chamadas extratos. Muitos locais em Marte exibem rochas dispostas em camadas. Às vezes as camadas possuem diferentes cores. Rochas em tom claro em Marte têm sido associadas a minerais hidratados como sulfatos. O Mars Rover Opportunity examinou tais camadas com vários instrumentos. Algumas camadas são feitas provavelmente de finas partículas pois elas parecem se desintegrar em poeira fina. Outras camadas se quebram em penedos sendo provavelmente muito mais rígidas. Especula-se que o basalto, uma rocha vulcânica penetre nas camadas que formam os penedos.  O basalto tem sido identificado em vários locais em Marte. Instrumentos em sondas espaciais orbitantes detectaram argila (também chamados filossilicatos) em algumas camadas. O instrumento CRISM da Mars Reconnaissance Orbiter encontrou caulinita,sulfatos hidratados incluindo alunita e possívelmente jarosita. Cientistas estão ansiosos com a descoberta de minerais hidratados como sulfatos e minerais argilosos em Marte porque estes geralmente se formam na presença de água. qLugares em que se encontra argila e/ou outros minerais hidratados seriam bons lugares para a procura de evidência de vida.
Pesquisa recente com um espectrômetro próximo infra-fermelho, que revela os tipos de minerais presentes baseados nos comprimentos de onda da luz que eles absorvem, encontraram evidência de ambas camadas de argila e sulfatos na cratera Columbus. Além disso, devido ao fato dessas camadas conterem gesso, um sulfato que se forma em água fresca, implica que a vida poderia ter surgido em uma cratera.
A rocha pode formar camadas em várias maneiras diferentes. Vulcões, vento e água podem produzir camadas.